# アドリアティック (客船・初代)
アドリアティック（SS Adriatic）はホワイト・スター・ラインが所有していた客船である。「アドリアティック」の名を冠した船舶としては初代となる。

## 概要
旅客船による大西洋横断で大成功を収めたホワイト・スター・ラインは、新たに2隻の旅客船の建造を決定し、アドリアティックと姉妹船セルティックの建造が始まった。建造はハーランド・アンド・ウルフが担当し、1871年10月17日に進水した。
1871年後期から1872年にかけて艤装工事が行われ、内装には当時最新の技術が取り入れられた。この時代の客室の照明は通常オイルランプであったが、アドリアティックの客室には当時はまだ新しかったガスランプが付けられた。また、機関には石炭の燃焼時に発生するガスを動力とする世界初のシステムが導入されたが、機関がガス漏れを起こすことが発覚し、結局航海前にこの装置は取り外された。
1872年4月11日、アドリアティックは処女航海としてリヴァプール - ニューヨーク間を航行した。この時の船長はホワイト・スター・ラインの数々の客船の処女航海を担当しており、1871年の客船オーシャニックの処女航海でも船長を務めていた。
アドリアティックはオーシャニック級客船と構造が類似している。内部は一等客室と二等客室に分かれ、ホワイト・スター・ライン独特の塗装で、1本の煙突と4本のマストを持っていた（最長のマストの高さは150フィートで、また前部のマスト3本は断面が四角形であった）。アドリアティックは当時ホワイト・スター・ラインの6つの客船の中で最大で、マストの本数が多いことで知られており、この評判は、後にブリタニックが登場するまで続いた。
アドリアティックは大西洋横断の定期便に就き、処女航海から一ヵ月後、ニューヨークに向かう途中で速力14.52ノットを達成し、しばらくそれを維持していたため、アドリアティックは客船スコッティアの記録を破りブルーリボン賞を受賞した。
アドリアティックは何度か事故を起こしている。最初の事故が1874年10月に起きた客船パルティアとの衝突で、両船共に甚大な被害を及ぼした。続いて1875年3月にニューヨーク港で客船コロンブスと衝突し、コロンブスは沈没した。また同年12月、セントジョージ海峡でハーベスト・クイーンと衝突した際、ハーベスト・クイーンがあまりにも早く沈没したため、アドリアティックの乗員はどの船と衝突したかさえ分からなかった。また、この事故でハーベスト・クイーンの乗客は全員死亡した。そして1878年7月19日、G.A.パイクと衝突し、G.A.パイクの乗員5人を死亡させた。この時のオーバースピードと度重なる事故の影響で、アドリアティックに批判が集まった。
1884年、アドリアティックは改装し、新たに50室が二等客室として加わった。しかし1897年、老朽化のためアドリアティックは大西洋定期便からはずされ、臨時のチャーター便として運航された。そして1899年、2代目オーシャニックが就航すると、アドリアティックは解体業者に売却され、同年2月12日、プレストンにて解体された。

## 仕様
- 全長: 452フィート (138,1 m)
- 全幅: 40,9フィート (12,5 m)
- 総トン数: 3,888トン
- 速力: 14,5ノット (航行時)
- 乗客定員: 850名